# ام‌اس رانگیتان (۱۹۲۹)
ام‌اس رانگیتان (۱۹۲۹) (به انگلیسی: MS Rangitane (1929)) یک کشتی بود که طول آن 530ft بود. این کشتی در سال ۱۹۲۹ ساخته شد.